# 만노스 6-인산
만노스 6-인산(영어: mannose-6-phosphate)은 만노스의 유도체로 면역계에서 렉틴에 결합하는 분자이다. 만노스 6-인산은 만노스 인산 이성질화효소에 의해 과당 6-인산으로 전환된다.
만노스 6-인산은 리소좀으로 운반되는 산성 가수분해효소 단백질 전구체에 대한 핵심적인 표적 신호이다. 만노스 6-인산은 골지체에서 단백질에 첨가된다. 특히, 유리딘 이인산(UDP)과 N-아세틸글루코사민이 관련된 반응에서 N-아세틸글루코사민 1-인산 전이효소는 아스파라진 잔기와 만노스 6-인산 간의 N-글리코사이드 결합의 형성을 촉매한다. 일단 단백질이 표적 신호로서 만노스 6-인산으로 적절하게 표지되면, 표지된 단백질은 골지체로 이동한다. 골지체에서 만노스 6-인산 부분은 pH 6.5~6.7에서 만노스 6-인산 수용체 단백질에 의해 인식되고 결합한다.
만노스 6-인산으로 표지된 리소좀 효소는 소낭 수송을 통해 후기 엔도솜으로 운반된다. 몇몇 리소좀축적병에 대한 효소보충요법은 합성 효소를 각각 특정 기질을 대사할 수 있는 리소좀으로 효율적으로 전달하기 위해 이러한 경로에 의존한다. 후기 엔도솜의 pH는 6.0에 이를 수 있으며, 이는 수용체로부터 만노스 6-인산의 해리를 일으킨다. 해리되면, 효소는 리소좀 속의 최종 목적지로 이동한다. 만노스 6-인산 수용체는 후기 엔도솜에서 소낭에 싸여져서 골지체로 되돌아간다. 이러한 방법으로 만노스 6-인산 수용체는 재활용될 수 있다.

## 같이 보기
- 만노스
- 만노스 1-인산
- I-세포병 (뮤코지질증 II)
- 인슐린 유사 성장인자 2 수용체